# 渋谷雄太郎
渋谷 雄太郎（澁谷、しぶや ゆうたろう、1887年（明治20年）12月19日 - 1961年（昭和36年）12月11日）は、大正から昭和期の実業家、政治家。衆議院議員、東京府南葛飾郡寺島町長。

## 経歴
千葉県東葛飾郡、現在の市川市で、渋谷金蔵の長男として生まれる。1912年（明治45年）慶應義塾大学理財科を卒業した。
渋谷ゴム製作所を経営。その他、東京ゴム同業組合長、同ゴム製品工業組合理事長、日本再生ゴム材料卸商業組合連合会理事長、東京商工会議所議員、日本ゴム工業協同組合連合会副理事長、日本車輛ゴム社長、昭和実業社長、渋谷ゴム工業社長、渋谷商事社長、東部ゴム工業会理事長、日本ゴム工業会常任理事、市川商工会議所会頭などを務めた。
東京府南葛飾郡寺島町長を務め、東京府会議員にも選出された。1947年（昭和22年）4月の第23回衆議院議員総選挙で千葉県第1区から日本自由党公認で出馬して当選し、1949年（昭和24年）1月の第24回総選挙でも再選され、衆議院議員に連続2期在任した。この間、日本自由党会計監督、民主自由党総務などを務めた。